# Stewart Shapiro
Stewart D. Shapiro (* 15. Juni 1951 in USA) ist ein US-amerikanischer Wissenschaftler. Er ist O'Donnell Professor of Philosophy an der Ohio State University und Professorial Fellow am Arche Centre der University of St. Andrews.

## Leben
Er hat eine Gastprofessur an der University of St Andrews in Schottland inne. Er arbeitet zu verschiedenen Gebieten der Ontologie und der Philosophie der Mathematik. Dabei ist er als Vertreter eines mathematischen Strukturalismus bekannt – einer Position, welche nicht substantielle mathematische Objekte und deren intrinsische Eigenschaften für den Gegenstand der Mathematik hält, sondern die mathematischen Strukturen, innerhalb welcher die einzelnen Objekte lediglich bestimmte Stellen einnehmen. 
Er studierte Mathematik und Philosophie an der Case Western Reserve University im Jahre 1973. Er erlangte den M.A. in Mathematik an der University at Buffalo, The State University of New York im Jahr 1975. Drei Jahre später erlangte er dort den Ph.D. (Doktorgrad mit Auszeichnung). 
2021 wurde Shapiro in die American Academy of Arts and Sciences gewählt. 

## Publikationen

### Bücher
- Philosophy of Mathematics: Structure and Ontology.  Oxford University Press, 1997.  ISBN 0-19-513930-5
- Thinking about Mathematics: The Philosophy of Mathematics.  Oxford University Press, 2000.  ISBN 0-19-289306-8
- Foundations without Foundationalism: A Case for Second-Order Logic.  Oxford University Press, 1991.  ISBN 0-19-853391-8
- Vagueness in Context. Oxford University Press, 2006. ISBN 0-19-928039-8

### Herausgeberschaften
- The Oxford Handbook of Philosophy of Mathematics and Logic. Oxford University Press, 2005. ISBN 0-19-514877-0
- Special issue of "Philosophia Mathematica", devoted to structuralism. Beiträge von: P. Benacerraf, G. Hellman, B. Hale, C. Parsons, M. Resnik, S. Shapiro,
- "The limits of logic: Second order logic and the Skolem paradox". The international research library of philosophy, Dartmouth Publishing Company,
- Intensional Mathematics (= Studies in Logic and the Foundations of Mathematics. Band 113). Amsterdam, North Holland Publishing Company, 1985. Beiträge von: S. Shapiro, J. Myhill, N. D. Goodman, A. Scedrov, V. Lifschitz, R. Flagg, R. Smullyan.